# Roatto
Roatto (piemontiul: Roat) település Olaszországban, Piemont régióban, Asti megyében. Lakosainak száma 367 fő (2023. január 1.). Roatto Cortazzone, Montafia, Villafranca d’Asti, Maretto és San Paolo Solbrito községekkel határos.

## Népesség
A település lakossága az elmúlt években az alábbi módon változott:
| Lakosok száma | 395  | 378  | 367  |
|               | 2017 | 2018 | 2023 |